# Snowflake Inc.
Snowflake Inc. зі штаб-квартирою у Бозмені, штат Монтана, управляє платформою, що надає зберігання даних за допомогою хмарних обчислень і дозволяє здійснювати аналіз даних та одночасний доступ до наборів даних з мінімальною затримкою. Платформа працює на Amazon Web Services, Microsoft Azure та Google Cloud Platform. Станом на січень 2024 року компанія мала 9 437 клієнтів, серед яких 691 учасник Forbes Global 2000, та обробляла 4,2 мільярда запитів щодня на своїй платформі.

## Історія
Компанія Snowflake Inc. була заснована в липні 2012 року в Сан-Матео, штат Каліфорнія, Бенуа Дажевілем, Тьєррі Круане та Марцином Жуковським. Дажевіль і Круане раніше працювали архітекторами даних в Oracle Corporation; Жуковський був співзасновником Vectorwise. Майк Спейсер, венчурний капіталіст з Sutter Hill Ventures, який надав початкове фінансування компанії, був першим генеральним директором компанії.
У червні 2014 року Боб Муглія, колишній працівник Microsoft, був призначений генеральним директором. У жовтні 2014 року Snowflake вийшла з режиму стелс; на той час нею користувались 80 організацій.
Snowflake працює на Amazon Web Services з 2014 року, на Microsoft Azure з 2018 року, і на Google Cloud Platform з 2019 року.
У червні 2015 року Snowflake запустила свій перший продукт — хмарне сховище даних.
У травні 2019 року Френк Слоотман, колишній генеральний директор ServiceNow, приєднався до Snowflake як генеральний директор.
У червні 2019 року компанія запустила Snowflake Data Exchange.
У грудні 2020 року компанія додала Knoema як постачальника даних у Snowflake Data Marketplace.
У травні 2021 року компанія стала дистрибутованою компанією, а основний виконавчий офіс розташувався в Бозмені, штат Монтана.
У жовтні 2022 року компанія придбала 5 % акцій компанії OpenAP, яка займається передовою телевізійною рекламою.
28 лютого 2024 року Френк Слоотман пішов у відставку з посади генерального директора, і його замінив Срідхар Рамасвамі.

### Витік даних у 2024 році
У 2024 році, за результатами розслідування компанії Mandiant, логін-паролі до облікових записів клієнтів Snowflake, які не використовували двофакторну аутентифікацію, були отримані за допомогою інфостілера, пов'язаного з групою UNC5537, яка займається кібершпіонажем.
 Ці витоки даних торкнулися компаній Ticketmaster, Advance Auto Parts, Santander Bank, LendingTree, AT&T, і Bausch Health.

### Історія фінансування
У 2012 році Snowflake залучила 5 мільйонів доларів у рамках раунду серії A. У жовтні 2014 року компанія залучила 26 мільйонів доларів.
У червні 2015 року компанія залучила 45 мільйонів доларів. У квітні 2017 року було залучено 100 мільйонів доларів.
У січні 2018 року компанія залучила 263 мільйони доларів, досягнувши оцінки у 1,5 мільярда доларів, що зробило її єдинорогом.
У жовтні 2018 року Snowflake залучила 450 мільйонів доларів у раунді під керівництвом Sequoia Capital з оцінкою у 3,5 мільярда доларів.
7 лютого 2020 року компанія залучила 479 мільйонів доларів. На той час вона мала 3400 активних клієнтів.
16 вересня 2020 року Snowflake стала публічною компанією через первинне публічне розміщення акцій (IPO), залучивши 3,4 мільярда доларів, що стало одним із найбільших IPO в галузі програмного забезпечення і найбільшим, яке подвоїло вартість акцій у перший день торгів.

### Придбання
| # | Дата         | Компанія       | Ціна           | Примітки                                  | Джерело(а)    |
| - | ------------ | -------------- | -------------- | ----------------------------------------- | ------------- |
| 1 | липня 2020   | CryptoNumerics | Не розголошено | Набори даних із захистом конфіденційності | [ 38 ]        |
| 2 | березня 2022 | Streamlit      | $800 мільйонів | Додатки на основі даних                   | [ 39 ]        |
| 3 | вересня 2022 | Applica        | Не розголошено | Платформа ШІ для розуміння документів     | [ 40 ]        |
| 4 | січня 2023   | Mist AI        | Не розголошено | Компанія з прогнозування часових рядів    | [ 41 ]        |
| 5 | лютого 2023  | LeapYear       | Не розголошено | Можливості «чистих кімнат» для даних      | [ 42 ]        |
| 6 | травня 2023  | Neeva          | $185 мільйонів | Стартап із приватного пошуку              | [ 16 ] [ 43 ] |
| 7 | жовтня 2023  | Ponder         | Не розголошено | Можливості для Python                     | [ 44 ]        |

## Нагороди та визнання
У вересні 2019 року Snowflake зайняла перше місце в списку найкращих стартапів США за версією LinkedIn 2019 року.
Snowflake посіла друге місце в рейтингу Cloud 100 за версією Forbes у 2019 році.